# Saraswati
Saraswati (Sa-rát-va-ti) (tiếng Phạn: सरस्वती, Sarasvatī ?) là một vị thần trong đạo Hindu (Nữ thần Devi), thần của tri thức, âm nhạc, nghệ thuật và thiên nhiên. Bà là một trong ba vị thần nữ (Tridevi) bao gồm Saraswati, Lakshmi và Parvati. Ba nữ thần cùng nhau hỗ trợ các nam thần là Brahma, Vishnu và Shiva trong sự sáng tạo, duy trì sự sống và sự hủy diệt của vũ trụ.
Tên vị thần trong Tiếng Miến Điện là Thurathadi (သူရဿတီ, phát âm [θùja̰ðədì] hay [θùɹa̰ðədì]) hay Tipitaka Medaw (တိပိဋကမယ်တော်, phát âm [tḭpḭtəka̰ mɛ̀dɔ̀]), trong Tiếng Hoa là Biện Tài Thiên (pinyin: Biàncáitiān 辯才天), trong Tiếng Nhật là Benzaiten (弁才天/弁財天) và trong Tiếng Thái là Surasawadee (สุรัสวดี).

## Tên gọi
Dòng sông Sarasvati là một trong các sông nữ thần ở Rigveda. Tên Sanskrit nghĩa là "có nhiều hồ bơi".
Trong tiếng Telugu, Sarasvati có tên phổ biến là Chaduvula Thalli (చదువుల తల్లి), Sharada (శారద). Trong tiếng Konkan, nữ thần này được gọi là Sharada, Veenapani, Pustaka dharini, Vidyadayini. Trong tiếng Kannada, các biến thể tên gọi vị thần này gồm Sharade, Sharadamba, Vani, Veenapani trong ngôi đền nổi tiếng Sringeri. Trong tiếng Tamil, nữ thần được gọi là Kalaimagal (கலைமகள்), Kalaivaani (கலைவாணி), Vaani (வாணி).

## Nghiên cứu thêm
- Sailen Debnath, The Meanings of Hindu Gods, Goddesses and Myths, ISBN 9788129114815, Rupa & Co., New Delhi
- Saraswati, Swami Satyananda. Saraswati Puja for Children. ISBN 1-877795-31-3.
- Ankerl, Guy (2000). Global communication without universal civilization. INU societal research. Quyển : Coexisting contemporary civilizations: Arabo-Muslim, Bharati, Chinese, and Western. Geneva: INU Press. ISBN 2-88155-004-5.